# Napana
Napana es una localidad del estado mexicano de Chiapas. Es parte del municipio de Pichucalco.

## Demografía
| Censo | Población |
| ----- | --------- |
| 2000  | 9         |
| 2010  | 973       |
| 2020  | 1 378     |